# Yersinella raymondii
Espèce
Yersinella raymondii, la decticelle frêle, est une espèce de sauterelles de la famille des Tettigoniidae.

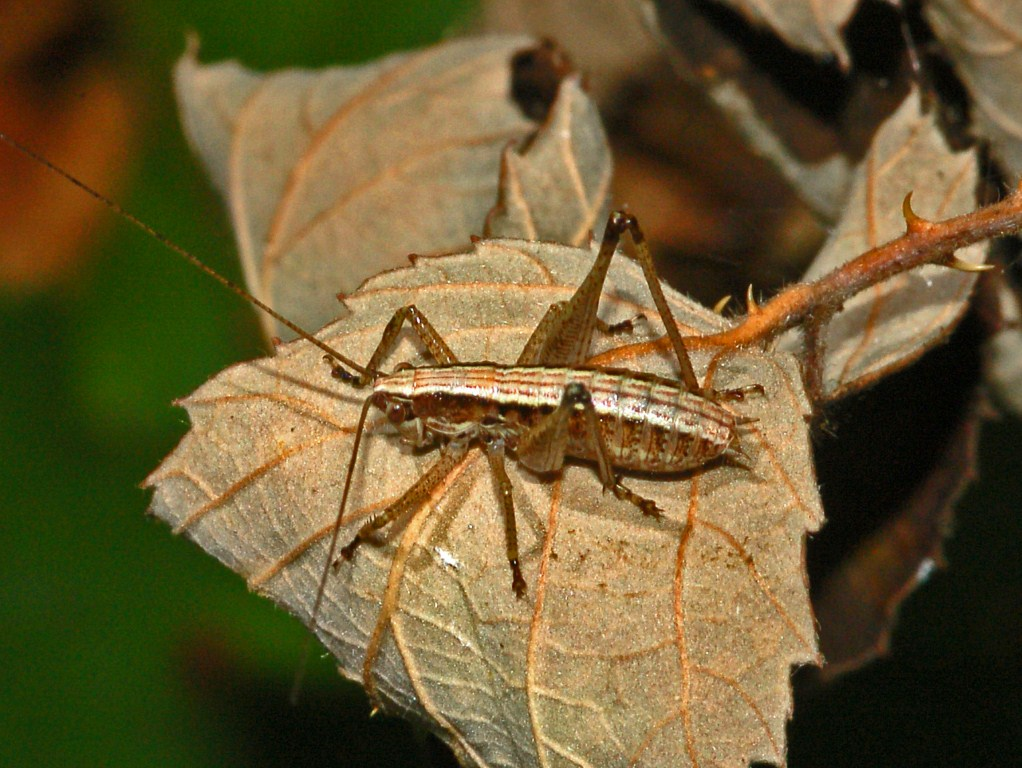
Yersinella raymondii - mâle.

## Synonymie
- Pterolepis raymondi Yersin, 1860
- Yersinella raymondi (Yersin, 1860)
- Thamnotrizon dorsatus Brunner von Wattenwyl, 1861

## Distribution
Sud de l'Europe : Espagne, France, Italie, Suisse, pays de l'ancienne Yougoslavie, Grèce.